# Sophia Lombardo
Sophia Lombardo (Roma, 14 de septiembre de 1955) es una actriz italiana, activa en el cine entre 1975 y 1987.

## Biografía
Lombardo inició su carrera en el cine cuando era una adolescente. Apareció en producciones de comedia y en varias películas del género Spaghetti Western. Es reconocida por su rol de la profesora Mazzacurati en dos películas de la saga de Little Johnny: Pierino contro tutti (1981) y Pierino colpisce ancora (1982). Se retiró de la industria del cine en 1987.

## Filmografía
- Due sul pianerottolo (1975)
- Sex with a Smile II (1976)
- La segretaria privata di mio padre (1976)
- Classe mista (1976)
- The Virgo, the Taurus and the Capricorn (1977)
- Mannaja (1977)
- Sugar, Honey and Pepper (1980)
- Pierino contro tutti (1981)
- L'esercito più pazzo del mondo (1981)
- Crime at the Chinese Restaurant (1981)
- Manolesta (1981)
- Pierino colpisce ancora (1982)
- Sogni mostruosamente proibiti (1982)
- Zero in condotta (1983)
- A me mi piace (1985)
- Fotoromanzo (1986)
- Detective School Dropouts (1986)
- Animali metropolitani (1987)